# レトルトと牛沢のニコニコワイドショー
『レトルトと牛沢のニコニコワイドショー』（レトルトとうしざわのニコニコワイドショー）は、ニコニコ生放送にて配信されていたインターネット番組。

## 概要
ニコニコニュースで話題となったニュースをゲーム実況者がニコニコ民代表としてゆるく切っていくワイドショー番組。メインコメンテーターはレトルトと牛沢、進行MCはひげおやじが務める。2016年9月4日から2017年12月9日まで、原則第一土曜日の20時から配信された。表記ゆれがあり、『レトルト×牛沢のニコニコワイドショー』と記述されることもある。

## 出演者

### レギュラー出演者
レトルト
コメンテーター。
牛沢
コメンテーター。
ひげおやじ
進行MC。ガジェット通信記者。

## 主なレギュラーコーナー
ゲームソフトリリース日チェック
当月、翌月発売のゲームソフト一覧を紹介。話題のソフト、購入する（した）ソフトについて語るのはもちろん、タイトルだけで内容予測なども行う。
ニュースガチャマシン・NGM
スタジオに備え付けられたニュースガチャマシン（NGM）から引いたニュースについて、コメンテーター2人が語る。10個ほどカプセルが込められており、マシンを回すためには小銭が必要。コメンテーター陣は「このひと手間いるかな」と毎回のようにと漏らしつつも「全部読みたいよね」と述べている。下記体験コーナーを挟み、前半後半に分けられている。
新作ゲーム体験実況
中盤コーナー。新作ゲームを実況者2人で体験する。ビデオゲーム以外に『バトルえんぴつ』を扱ったこともある。

## スタッフ
- 制作：ドワンゴ